# William P. Wolf

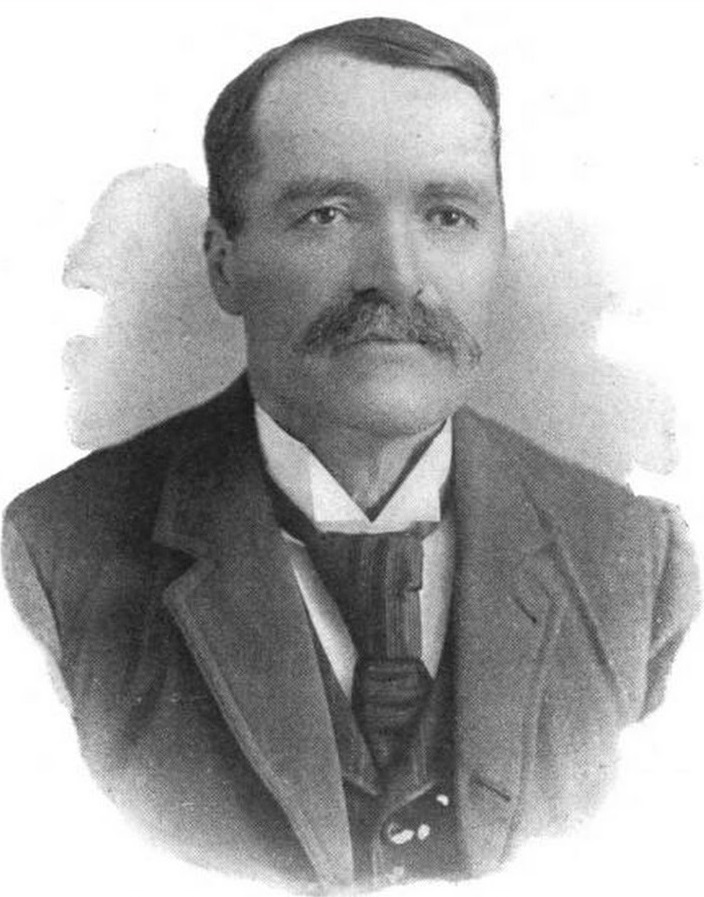
William P. Wolf

William Penn Wolf (* 1. Dezember 1833 in Harrisburg, Stark County, Ohio; † 19. September 1896 in Tipton, Iowa) war ein US-amerikanischer Politiker. Zwischen 1870 und 1871 vertrat er den Bundesstaat Iowa im US-Repräsentantenhaus.

## Werdegang
William Wolf besuchte die öffentlichen Schulen seiner Heimat und das Holbrook Seminary. Im Jahr 1856 zog er in das Cedar County in Iowa. Nach einem Jurastudium und seiner Zulassung als Rechtsanwalt im Jahr 1859 begann er, in Tipton in seinem neuen Beruf zu arbeiten. Außerdem war er Schulrat in seiner neuen Heimat.
Politisch war Wolf Mitglied der Republikanischen Partei. Von 1863 bis 1864 saß er als Abgeordneter im Repräsentantenhaus von Iowa. Wolf nahm auch zwei Jahre lang als Hauptmann am Bürgerkrieg teil. Im Jahr 1865 arbeitete er für die Finanzbehörde und von 1867 bis 1869 gehörte er dem Senat von Iowa an. Nach dem Tod des Kongressabgeordneten William Smyth wurde Wolf im zweiten Distrikt von Iowa in einer Nachwahl zu dessen Nachfolger im US-Repräsentantenhaus gewählt. In Washington, D.C. beendete er zwischen dem 6. Dezember 1870 und dem 3. März 1871 die angebrochene Amtsperiode seines Vorgängers. Bei den regulären Kongresswahlen war bereits Aylett R. Cotton gewählt worden. Damit musste Wolf sein Mandat im März 1871 an Cotton abgeben.
Nach seiner kurzen Zeit im Repräsentantenhaus arbeitete William Wolf wieder als Anwalt. Zwischen 1881 und 1885 war er nochmals Abgeordneter im Repräsentantenhaus von Iowa; im Jahr 1884 fungierte er als dessen Speaker. Von 1894 bis zu seinem Tod im September 1896 war Wolf Bezirksrichter im 18. Gerichtsbezirk von Iowa.